# 8 de outubro
8 de outubro é o 281.º dia do ano no calendário gregoriano (282.º em anos bissextos). Faltam 84 dias para acabar o ano.

## Eventos históricos

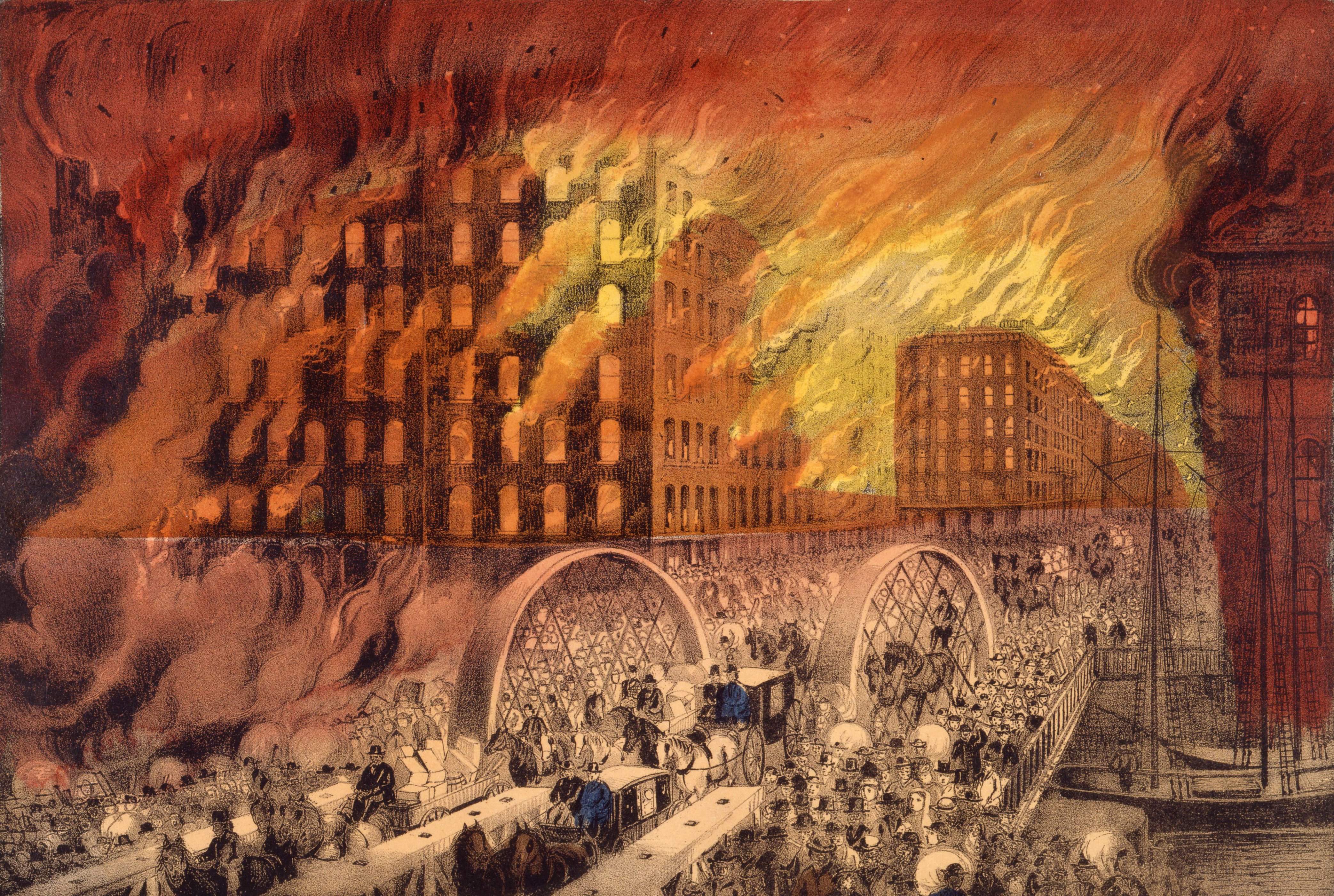
1871: O grande incêndio de Chicago

1879: Combate Naval de Angamos

- 0314 — O Imperador Romano Licínio é derrotado por seu colega Constantino I na Batalha de Cíbalas e perde seus territórios europeus.
- 0451 — Começa a primeira sessão do Concílio da Calcedônia.
- 0876 — Forças francas lideradas por Luís, o Jovem, impedem uma invasão franca ocidental e derrotam o imperador Carlos II ("o Calvo").
- 1200 — Isabel de Angolema, esposa do rei João, é coroada rainha consorte da Inglaterra na Abadia de Westminster.
- 1480 — O Grande Stand no rio Ugra põe fim ao domínio tártaro sobre Moscou.
- 1573 — Fim do cerco espanhol de Alkmaar, a primeira vitória holandesa na Guerra dos Oitenta Anos.
- 1652 — Vitória inglesa na Batalha de Kentish Knock na Primeira Guerra Anglo-Holandesa.
- 1813 — Assinado o Tratado de Ried entre a Baviera e a Áustria.
- 1821 — A Marinha do Peru é estabelecida durante a Guerra da Independência.
- 1856 — Começa a Segunda Guerra do Ópio entre várias potências ocidentais e a China com o incidente Arrow.
- 1862 — Guerra Civil Americana: A invasão confederada de Kentucky é interrompida na Batalha de Perryville.
- 1871 — Ocorre o grande incêndio de Chicago.
- 1879 — Guerra do Pacífico: a Marinha do Chile derrota a Marinha do Peru no Combate Naval de Angamos.
- 1895 — A imperatriz Myeongseong da Coreia é assassinada por infiltrados japoneses.
- 1910 — O bombardeio de Manaus, um golpe confuso, mal preparado e com um trágico resultado.
- 1912 — A Primeira Guerra Balcânica começa quando Montenegro declara guerra ao Império Otomano.
- 1939 — Segunda Guerra Mundial: a Alemanha anexa a Polônia ocidental.
- 1945 — Formação do Movimento de Unidade Democrática, de oposição ao regime de António de Oliveira Salazar.
- 1952 — O acidente ferroviário de Harrow e Wealdstone mata 112 pessoas.
- 1965 — Golpe de Estado no Brasil em 1964: na televisão, Carlos Lacerda chama Castelo Branco de "traidor da revolução", rompe com o governo e renuncia à sua candidatura.
- 1967 — O líder guerrilheiro Che Guevara e seus homens são capturados na Bolívia.
- 1970 — Aleksandr Solzhenitsyn ganha o Prêmio Nobel de Literatura.
- 1973
  - Guerra do Yom Kipur: Israel perde mais de 150 tanques em um ataque fracassado a posições ocupadas pelo Egito.
  - Spíros Markezínis inicia seu mandato de 48 dias como primeiro-ministro em uma tentativa frustrada de levar a Grécia ao governo parlamentar.
- 1974 — O Franklin National Bank entra em colapso devido a fraude e má gestão; na época é a maior falência de um banco na história dos Estados Unidos.
- 1982 — A Polônia proíbe o Solidariedade e todos os outros sindicatos.
- 1990 — A Primeira Intifada: a polícia israelense mata 17 palestinos e fere mais de 100 perto da Cúpula da Rocha.
- 1991 — Após a expiração do Acordo de Brioni, a Croácia e a Eslovênia rompem todas as relações oficiais com a Iugoslávia.
- 1998 — José Saramago é o primeiro autor de língua portuguesa a ganhar o Prêmio Nobel de Literatura.
- 2001 — Um avião bimotor Cessna e um avião da Scandinavian Airlines colidem sob forte nevoeiro durante a decolagem de Milão, na Itália, matando 118 pessoas.
- 2005 — O sismo na Caxemira de 7,6 Mw deixa 86 000 a 87 351 pessoas mortas, 69 000 a 75 266 feridas e 2,8 milhões de desabrigados.
- 2016 — O furacão Matthew, deixa mais de 600 fatalidades.
- 2020 — Segunda Guerra de Nagorno-Karabakh: O Azerbaijão atacou deliberadamente duas vezes a Igreja do Santo Salvador Ghazanchetsots de Shusha.[1]
- 2023 — O Primeiro-ministro israelense Benjamin Netanyahu declara guerra ao Hamas depois do ataque terrorista que deixou mais de 600 mortos em Gaza.

## Nascimentos

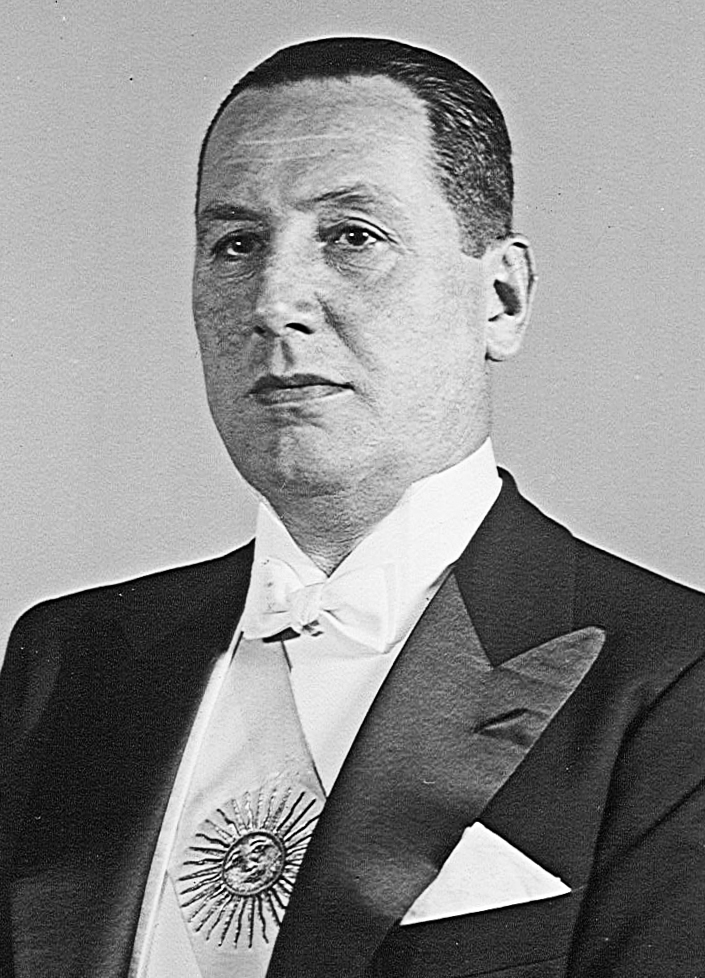
Juan Domingo Perón

Adolpho Bloch

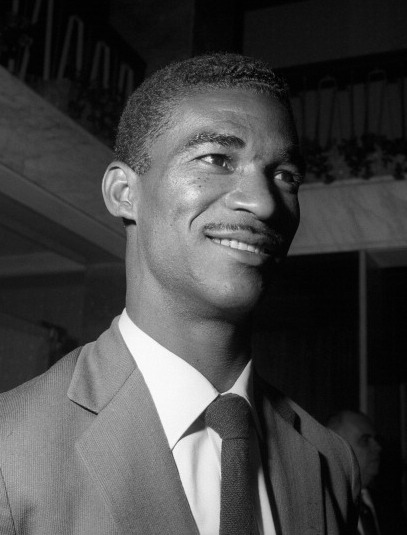
Didi

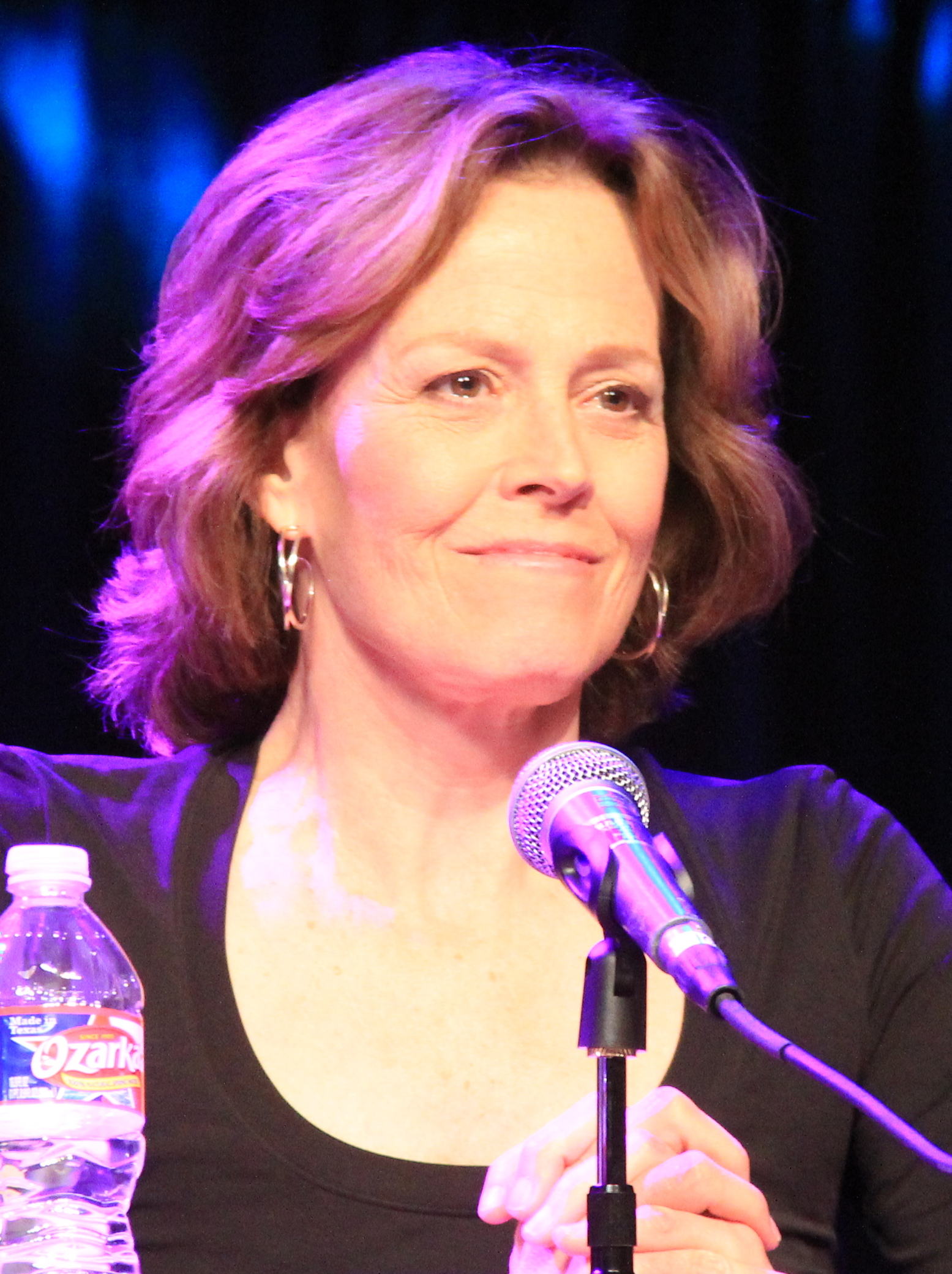
Sigourney Weaver

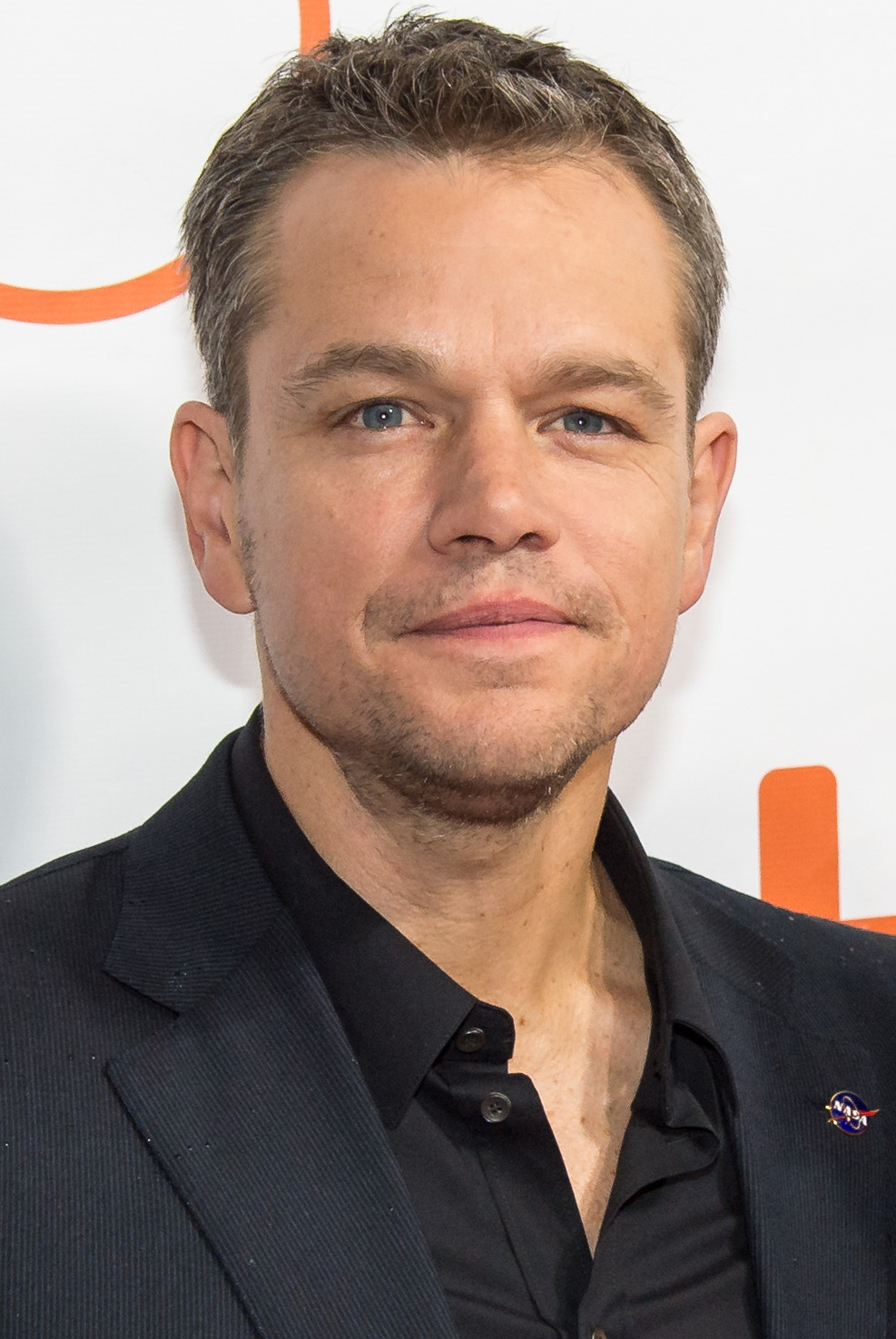
Matt Damon

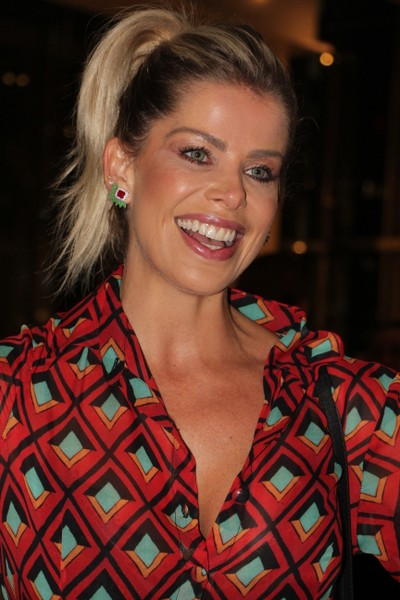
Karina Bacchi

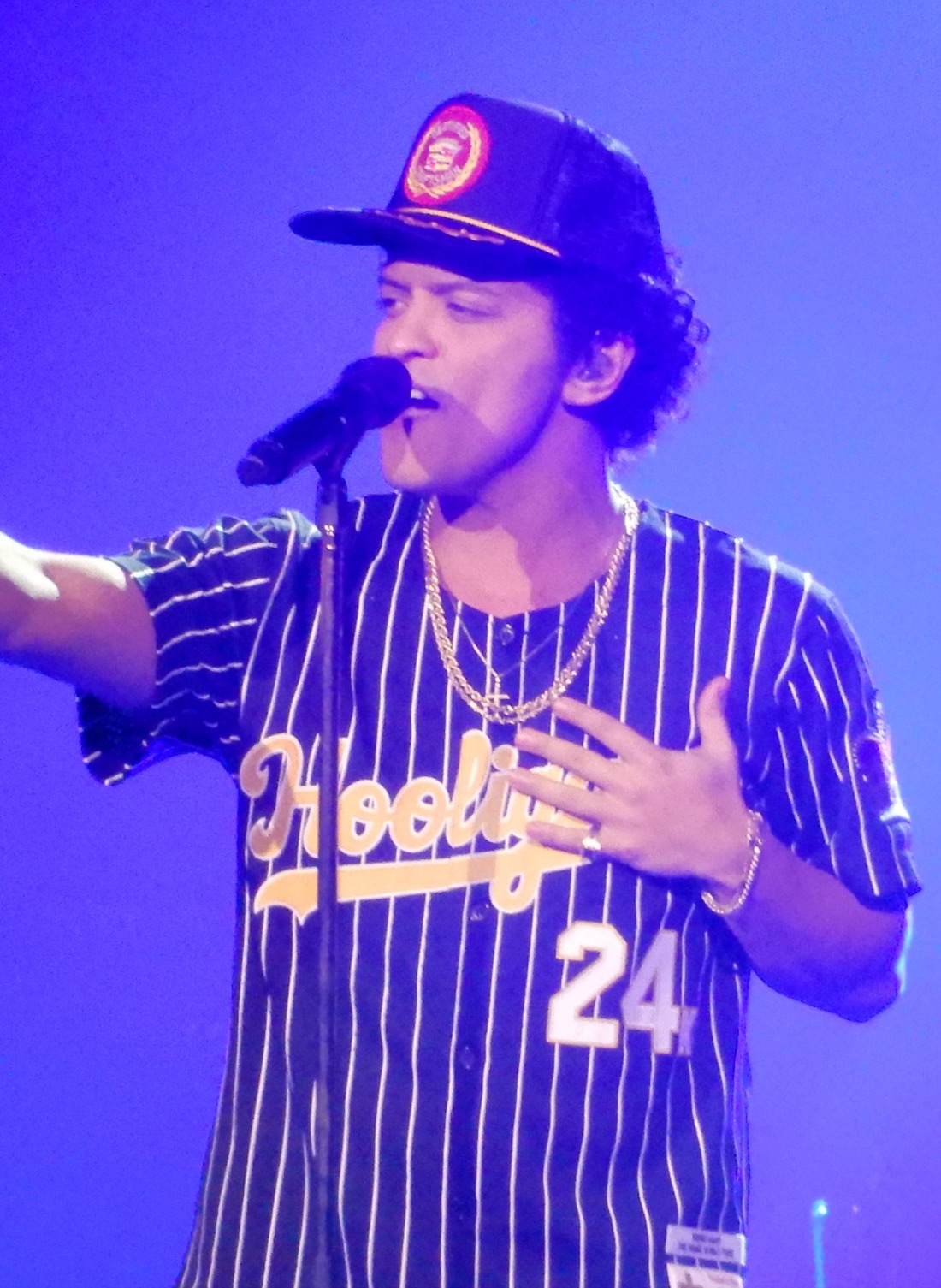
Bruno Mars

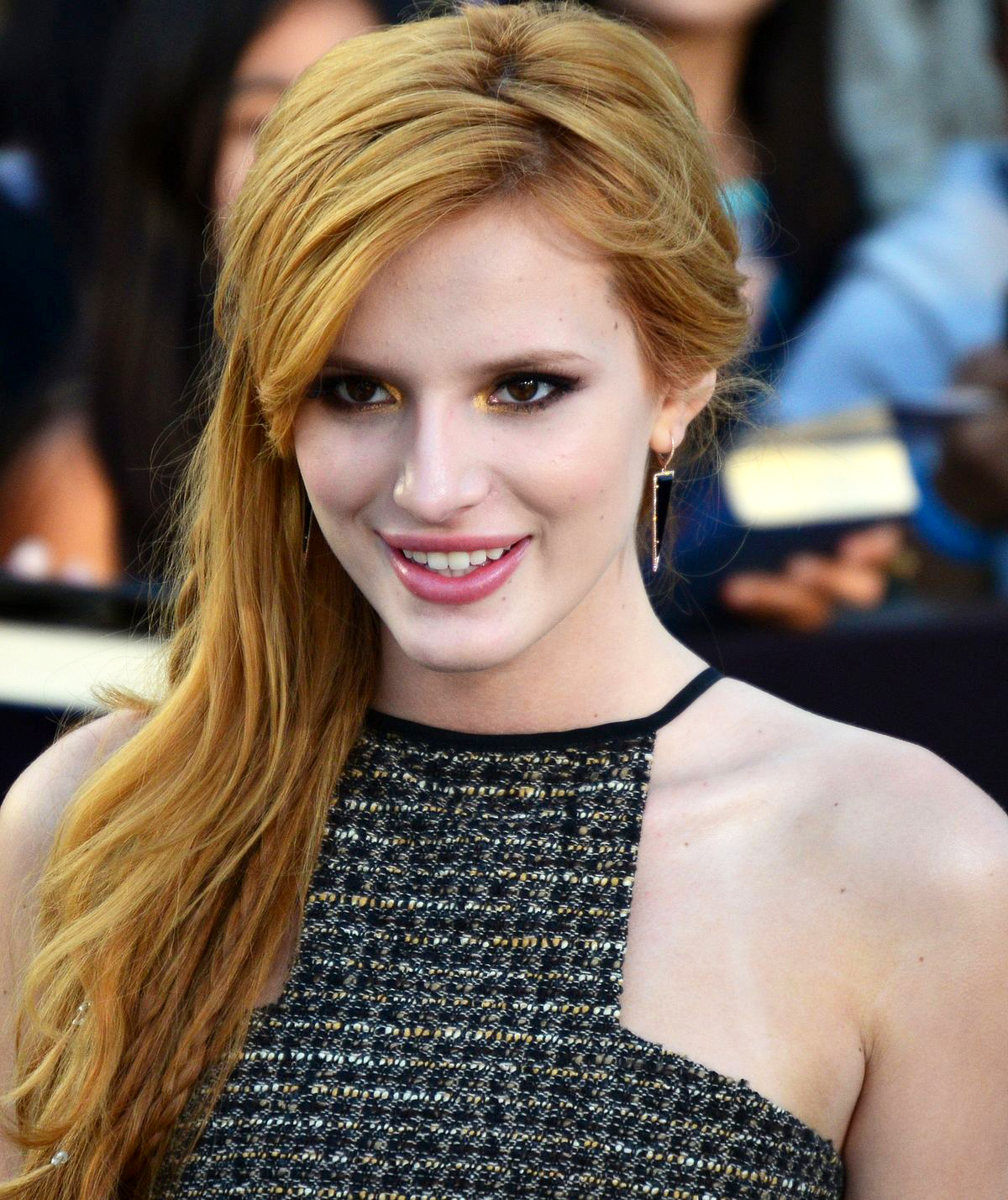
Bella Thorne

### Anteriores ao século XIX
- 0319 a.C. — Pirro do Épiro (m. 272 a.C.)
- 1150 — Narapatisithu, rei da Birmânia (m. 1211).

- 1515 — Margarida Douglas, nobre inglesa (m. 1578).
- 1551 — Giulio Caccini, compositor e cantor italiano (m. 1618).
- 1553 — Jacques-Auguste de Thou, historiador e poeta francês (m. 1617).
- 1609 — John Clarke, médico inglês (m. 1676).
- 1615 — Erdmann Augusto de Brandemburgo-Bayreuth (m. 1651).
- 1618 — Claude Lamoral, 3.º Príncipe de Ligne (m. 1679).
- 1619 — Philipp von Zesen, poeta alemão (m. 1689).
- 1676 — Benito Jerónimo Feijoo, filósofo espanhol (m. 1764).
- 1730 — Eugénio de Saxe-Hildburghausen (m. 1795).
- 1750 — Adam Afzelius, botânico sueco (m. 1837).
- 1789 — William John Swainson, ornitólogo e entomologista britânico (m. 1855).
- 1799 — Evaristo da Veiga, poeta, jornalista, político e livreiro brasileiro (m. 1837).

### Século XIX
- 1810 — James W. Marshall, carpinteiro estadunidense (m. 1885).
- 1817 — José Rodrigues Maio, salva-vidas e pescador português (m. 1884).
- 1827 — Francisque Sarcey, crítico teatral e jornalista francês (m. 1899).
- 1833 — Edmund Clarence Stedman, poeta, ensaísta e crítico literário estadunidense (m. 1908).
- 1835 — Christian Otto Mohr, engenheiro alemão (m. 1918).
- 1838 — John Hay, político, jornalista, diplomata e escritor estadunidense (m. 1905).
- 1846 — Björn Jónsson, político islandês (m. 1912).
- 1847 — Rose Scott, sufragista australiana (m. 1925).
- 1848 — Marcos Morínigo, político paraguaio (m. 1901).
- 1850 — Henri Louis Le Châtelier, químico e metalurgista francês (m. 1936).
- 1862 — Emil von Sauer, pianista e compositor alemão (m. 1942).
- 1863 — Catulo da Paixão Cearense, músico e poeta brasileiro (m. 1946).
- 1864 — Kikunae Ikeda, químico japonês (m. 1936).
- 1866 — Manoel da Costa Lima, desbravador e construtor brasileiro (m. 1955).
- 1868 — Max Slevogt, pintor alemão (m. 1932).
- 1870 — Louis Vierne, compositor e músico francês (m. 1937).
- 1872 — Ralph Lewis, ator estadunidense (m. 1937).
- 1876 — Haroldo da Dinamarca (m. 1949).
- 1883
  - Yan Xishan, militar e político chinês (m. 1960).
  - Otto Heinrich Warburg, fisiologista alemão (m. 1970).
- 1888
  - Ernst Kretschmer, psiquiatra alemão (m. 1964).
  - Friedrich Fromm, militar alemão (m. 1945).
- 1890
  - Philippe Thys, ciclista belga (m. 1971).
  - Eddie Rickenbacker, aviador e empresário estadunidense (m. 1973).
  - Karl Harrer, jornalista e político alemão (m. 1926).
- 1895
  - Juan Domingo Perón, militar e político argentino (m. 1974).
  - Zog I da Albânia (m. 1961).
- 1897 — Rouben Mamoulian, cineasta e roteirista georgiano-americano (m. 1987).
- 1899 — René Petit, futebolista e engenheiro francês (m. 1989).
- 1900 — Alfredo Carricaberry, futebolista argentino (m. 1942).

### Século XX

#### 1901–1950
- 1904 — Yves Giraud-Cabantous, automobilista francês (m. 1973).
- 1905 — Raul Roulien, ator brasileiro (m. 1997).
- 1907 — Fernand Jaccard, futebolista suíço (m. 2008).
- 1908
  - Adolfo Bloch, jornalista e empresário russo (m. 1995).
  - Viacheslav Ragozin, enxadrista russo (m. 1962).
- 1909 — Piotr Jaroszewicz, político e militar polonês (m. 1992).
- 1910
  - Paulette Dubost, atriz francesa (m. 2011).
  - Kirk Alyn, ator estadunidense (m. 1999).
- 1912 — Saul Winstein, químico canadense (m. 1969).
- 1913 — Robert Gilruth, engenheiro aeroespacial estadunidense (m. 2000).
- 1914 — William Allen Egan, político estadunidense (m. 1984).
- 1917 — Rodney Robert Porter, médico britânico (m. 1985).
- 1918
  - Jens Christian Skou, químico dinamarquês (m. 2018).
  - Ron Randell, ator australiano (m. 2005).
- 1919 — Kiichi Miyazawa, político japonês (m. 2007).
- 1920
  - Frank Herbert, escritor estadunidense (m. 1986).
  - Maxi Herber, patinadora artística alemã (m. 2006).
  - Frank Dochnal, automobilista estadunidense (m. 2010).
- 1922
  - Nils Liedholm, futebolista e treinador de futebol sueco (m. 2007).
  - Eileen Essell, atriz britânica (m. 2015).
- 1923 — Rune Emanuelsson, futebolista sueco (m. 1993).
- 1924
  - Alphons Egli, político suíço (m. 2016).
  - Aloísio Lorscheider, cardeal brasileiro (m. 2007).
- 1925
  - Paul Van Hoeydonck, pintor e escultor belga.
  - Bent Fuglede, matemático dinamarquês (m. 2023).
- 1926
  - Álvaro Magaña, político e economista salvadorenho (m. 2001).
  - Louise Hay, escritora norte-americana (m. 2017).
- 1927
  - César Milstein, cientista argentino (m. 2002).
  - Raymond Chow, produtor de cinema chinês (m. 2018).
- 1928 — Didi, futebolista e treinador de futebol brasileiro (m. 2001).
- 1929 — Paulinho Nogueira, cantor, compositor e violonista brasileiro (m. 2003).
- 1930
  - Toru Takemitsu, compositor japonês (m. 1996).
  - Pepper Adams, saxofonista e compositor estadunidense (m. 1986).
- 1932 — Kenneth Appel, matemático estadunidense (m. 2013).
- 1934 — Jaime Belmonte, futebolista mexicano (m. 2009).
- 1936
  - Rogelio Guerra, ator mexicano (m. 2018).
  - Peter Swan, futebolista britânico (m. 2021).
  - Fábio Konder Comparato, advogado, jurista e escritor brasileiro.
- 1937 — Lilico, humorista brasileiro (m. 1998).
- 1938 — Gustavo Dahl, diretor, produtor e roteirista argentino (m. 2011).
- 1939
  - Harvey Pekar, escritor estadunidense de bandas animadas (m. 2010).
  - Elvira Ozolina, ex-atleta letã de lançamento de dardo.
- 1940 — Ignace Mandjambi, ex-ciclista congolês.
- 1943
  - Chevy Chase, ator estadunidense.
  - Stephanie Westerfeld, patinadora artística estadunidense (m. 1961).
- 1944 — William Broyles, Jr., roteirista estadunidense.
- 1945
  - Paulo Thiago, cineasta brasileiro (m. 2021).
  - Ewa Lipska, poetista polonesa.
- 1946
  - Aleksandr Gorshkov, patinador artístico russo (m.2022).
  - Jon Ekerold, ex-motociclista sul-africano.
- 1947 — Vítor Damas, futebolista português (m.2003).
- 1948
  - Claude Jade, atriz francesa (m. 2006).
  - Johnny Ramone, guitarrista estadunidense (m. 2004).
  - Marcelo Picchi, ator brasileiro.
  - Baldwin Spencer, político antiguano.
  - Armand De Decker, político belga (m. 2019).
- 1949
  - Sigourney Weaver, atriz estadunidense.
  - Jay Graydon, guitarrista, produtor musical e compositor norte-americano.
- 1950
  - Miguel Ángel Brindisi, ex-futebolista e treinador de futebol argentino.
  - Zsuzsa Almássy, ex-patinadora artística húngara.

#### 1951–2000
- 1951 — Timo Salonen, ex-automobilista finlandês.
- 1952 — Edward Zwick, diretor, produtor de cinema e roteirista norte-americano.
- 1953
  - Aldine Muller, atriz brasileira.
  - Robert Tepper, cantor estadunidense.
- 1954
  - Huub Rothengatter, ex-automobilista e empresário neerlandês.
  - Joseph-Antoine Bell, ex-futebolista camaronês.
  - Guillermo Mendizábal, ex-futebolista mexicano.
  - Fulvio Ballabio, ex-automobilista italiano.
  - Michael Dudikoff, ator norte-americano.
- 1955
  - Darrell Hammond, ator estadunidense.
  - Bill Elliott, ex-automobilista norte-americano.
- 1956
  - Paulo Castelli, ex-ator e psicólogo brasileiro.
  - Janice Voss, astronauta norte-americana (m. 2012).
  - Javed Iqbal, criminoso paquistanês (m. 2001).
- 1957
  - Guilherme Karam, ator brasileiro (m. 2016).
  - Novatus Rugambwa, arcebispo e diplomata tanzaniano.
  - Antonio Cabrini, ex-futebolista e treinador de futebol italiano.
- 1958 — Jean-Christophe Thouvenel, ex-futebolista francês.
- 1959 — Carlos Noriega, astronauta peruano.
- 1960
  - Simone Carvalho, atriz brasileira.
  - Reed Hastings, empresário norte-americano.
- 1961
  - Royce do Cavaco, músico, cantor e compositor brasileiro.
  - André Mattos, ator brasileiro.
- 1962 — Bruno Thiry, ex-automobilista belga.
- 1963
  - João Baião, apresentador e ator português.
  - David Yates, cineasta britânico.
- 1964 — Ian Hart, ator britânico.
- 1965
  - C. J. Ramone, baixista estadunidense.
  - Matt Biondi, ex-nadador estadunidense.
  - Peter Greene, ator estadunidense.
- 1966
  - Wanderley Magalhães Azevedo, ciclista brasileiro (m. 2006).
  - Karyn Parsons, atriz estadunidense.
  - Felipe Camiroaga, apresentador de televisão chileno (m. 2011).
- 1967 — Teddy Riley, produtor musical, compositor e cantor estadunidense.
- 1968
  - Emily Procter, atriz estadunidense.
  - Zvonimir Boban, ex-futebolista croata.
  - Isabella Taviani, cantora brasileira.
  - Andréa Nóbrega, empresária e humorista brasileira.
  - Daniela Castelo, jornalista argentina (m. 2011).
  - Ali Benarbia, ex-futebolista argelino.
- 1969
  - Jeremy Davies, ator estadunidense.
  - Dylan Neal, ator canadense.
- 1970
  - Matt Damon, ator, roteirista e produtor de cinema estadunidense.
  - Anne-Marie Duff, atriz britânica.
  - Mayrín Villanueva, atriz mexicana.
  - Sadiq Khan, político britânico.
  - Tetsuya Nomura, desenhista e designer de jogos japonês.
- 1972
  - Stanislav Varga, ex-futebolista eslovaco.
  - Hamzah Idris, ex-futebolista saudita.
- 1973 — Alberto Undiano Mallenco, ex-árbitro de futebol espanhol.
- 1974
  - Patrício, ex-futebolista brasileiro.
  - Martin Henderson, ator neozelandês.
  - Zoran Zaev, político macedônio.
- 1975 — Leonardo Morales, ex-futebolista hondurenho.
- 1976
  - Karina Bacchi, atriz e modelo brasileira.
  - Galo Blanco, ex-tenista espanhol.
  - Seryoga, rapper bielorrusso.
  - Jurica Vučko, ex-futebolista croata.
  - Júlio Andrade, ator e diretor brasileiro.
- 1977 — Anne-Caroline Chausson, ciclista francesa.
- 1978 — Dickon Mitchell, político granadino.
- 1979
  - Kristanna Loken, atriz estadunidense.
  - Paul Burchill, ex-lutador profissional britânico.
- 1980
  - Nick Cannon, cantor, compositor, ator, apresentador e empresário norte-americano.
  - The Miz, ator e lutador estadunidense.
- 1981
  - Wendel, ex-futebolista brasileiro.
  - Katrin Garfoot, ex-ciclista australiana.
  - Chris Killen, ex-futebolista neozelandês.
  - Matteo Morandi, ginasta italiano.
- 1982
  - Ildi Silva, atriz brasileira.
  - Miloš Pavlović, automobilista sérvio.
  - Annemiek van Vleuten, ex-ciclista neerlandesa.
- 1983
  - Lee Sang-hee, atriz sul-coreana.
  - Travis Pastrana, motociclista estadunidense.
- 1984
  - Tansey Coetzee, modelo sul-africana.
  - Kodjovi Obilalé, ex-futebolista togolês.
  - Sejad Salihović, ex-futebolista bósnio.
- 1985
  - Simone Bolelli, tenista italiano.
  - Razak Omotoyossi, futebolista beninense.
  - Bruno Mars, cantor e compositor estadunidense.
  - Eiji Wentz, ator e cantor japonês.
- 1986
  - Will Brooks, lutador estadunidense.
  - Edgar Castillo, futebolista estadunidense.
  - Fabrizio Cacciatore, ex-futebolista italiano.
- 1987
  - Dáblio Moreira, ator e cantor brasileiro.
  - Aya Hirano, seiyū e cantora japonesa.
  - Samantha Bentley, atriz britânica.
  - Larrys Mabiala, futebolista congolês.
  - Ana Carolina Dias, atriz e apresentadora brasileira.
  - Ksenia Solo, atriz canadense.
  - Duda Beat, cantora brasileira.
- 1988
  - Uendel, futebolista brasileiro.
  - João Pedro Zappa, ator brasileiro.
  - Yousef Mirza Bani Hammad, ciclista emiradense.
- 1989 — Armand Traoré, ex-futebolista senegalês.
- 1990 • Felipe Gutiérrez, ex-futebolista chileno.
- 1991
  - Carla Salle, atriz brasileira.
  - Fernando Gaibor, futebolista equatoriano.
  - Rustam Tulaganov, pugilista uzbeque.
  - Kobi Marimi, cantor e ator israelense.
- 1992
  - Maria João Koehler, tenista portuguesa.
  - Lucas Alario, futebolista argentino.
  - Pakorn Thanasrivanitchai, ator, arquiteto, modelo e apresentador de televisão tailandês.
- 1993
  - Angus T. Jones, ator estadunidense.
  - Garbiñe Muguruza, ex-tenista espanhola.
  - Bubba Wallace, automobilista norte-americano.
  - Barbara Palvin, modelo e atriz húngara.
  - Marcelo Djaló, futebolista guineense.
  - Molly Quinn, atriz estadunidense.
  - Kenneth Van Rooy, ciclista belga.
  - Harold Fonseca, futebolista hondurenho.
- 1994
  - Luca Hänni, cantor suíço.
  - Adam Pavlásek, tenista tcheco.
- 1995 — Eduardo de Deus, atleta brasileiro.
- 1996
  - Sara Sorribes Tormo, tenista espanhola.
  - Ola Aina, futebolista nigeriano.
  - Sara Takanashi, esquiadora japonesa.
- 1997
  - Bella Thorne, atriz e cantora estadunidense.
  - Steven Bergwijn, futebolista neerlandês.
  - Ella, cantora, compositora e influenciadora digital brasileira.
  - Ben White, futebolista britânico.
- 1998 — Bibi Babydoll, cantora e compositora brasileira.
- 1999
  - Akbar Djuraev, halterofilista uzbeque.
  - Putthipong Assaratanakul, ator e cantor tailandês.
- 2000 — Ethan Torchio, baterista e compositor italiano.

### Século XXI
- 2001
  - Percy Hynes White, ator canadense.
  - Lo Chia-ling, taekwondista taiwanesa.
  - Peyton Stearns, tenista norte-americana.
- 2002 — Zheng Qinwen, tenista chinesa.
- 2003
  - Ángela Aguilar, cantora mexicana.
  - Alexsander, futebolista brasileiro.
- 2004 — Julia Ituma, jogadora de vôlei italiana (m. 2023).
- 2009 — Gordon Cormier, ator canadense.

## Mortes

### Anteriores ao século XIX
- 0976 — Helena de Zadar, rainha da Croácia (n. ?).
- 1286 — João I, Duque da Bretanha (n. 1217).
- 1317 — Fushimi, imperador do Japão (n. 1265).
- 1354 — Cola di Rienzo, político romano (n. 1313).
- 1436 — Jaqueline, Condessa de Hainaut (n. 1401).
- 1594 — Ishikawa Goemon, herói japonês (n. 1558).
- 1754 — Henry Fielding, escritor de novelas e teatro britânico (n. 1707).

### Século XIX
- 1803 — Vittorio Alfieri, escritor italiano (n. 1749).
- 1869 — Franklin Pierce, político estadunidense (n. 1804).
- 1879 — Miguel Grau Seminario, militar peruano (n. 1834).

### Século XX
- 1911 — Hesba Stretton, escritora britânica (n. 1832).
- 1953 — Nigel Bruce, ator e cantor mexicano-americano (n. 1895).
- 1967 — Clement Attlee, militar, político e jurista britânico (n. 1883).
- 1978 — Karl Swenson, ator americano (n. 1908).
- 1987 — Spencer Gordon Bennet, diretor e produtor cinematográfico estadunidense (n. 1893).
- 1988 — Konstantinos Tsatsos, político grego (n. 1899).
- 1989 — Oscar Moglia, basquetebolista uruguaio (n. 1935).
- 1992 — Willy Brandt, político alemão (n. 1913).
- 1996 — Francis D. Lyon, editor estadunidense (n. 1905).
- 1999 — Zezé Macedo, atriz brasileira (n. 1916).

### Século XXI
- 2001 — Javed Iqbal, criminoso paquistanês (n. 1956).
- 2005 — Fernando Bonini, desenhista brasileiro de histórias em quadrinhos (n. 1955).
- 2008
  - Francisco Jesuíno Avanzi (Chicão), futebolista brasileiro (n. 1949).
  - John Bannerman, historiador britânico (n. 1932).
- 2012 — Rafael Lesmes, futebolista espanhol (n. 1926).
- 2014
  - Harden McConnell, físico-químico estadunidense (n. 1927).
  - Angelo Mottola, clérigo italiano (n. 1935).
- 2015 — Jim Diamond, cantor escocês (n. 1951).
- 2018 — Moa do Katendê, capoeirista, compositor e músico brasileiro (n. 1954).
- 2021 — Arthur Mattuck, matemático estadunidense (n. 1930).
- 2024 — Bernard Tissier de Mallerais, prelado católico francês (n. 1945).

## Feriados e eventos cíclicos
- Dia do Direito à Vida

### Brasil
- Dia do Asfaltador
- Dia do Nordestino
- Dia Nacional do combate a Cartéis
- Aniversário do município de São João do Rio do Peixe, Paraíba
- Aniversario do município de Céu Azul, Paraná

### Outros Países
- Dia da Independência da Croácia

### Cristianismo
- Demétrio de Tessalônica
- Filoteu de Constantinopla
- Pelágia, a Penitente
- Reparata de Cesareia
- Taís de Alexandria

## Outros calendários
- No calendário romano era o 8.º dia (VIII) antes dos idos de outubro.
- No calendário litúrgico tem a letra dominical A para o dia da semana.
- No calendário gregoriano a epacta do dia é xv.